# Real Burgos
Real Burgos Club de Fútbol – hiszpański klub piłkarski z siedzibą w mieście Burgos, grający w grupie VIII Tercera División, stanowiącej czwarty poziom rozgrywek w Hiszpanii.

## Historia
Klub został założony w 1983 roku. Przez 3 sezony występował w Primera División (1990-1993).

## Reprezentanci kraju grający w klubie
- Gavril Balint
- Ivica Barbarić
- Manuel Jiménez Ábalo
- Predrag Jurić
- Zsolt Limperger
- Miguel Tendillo

## Sezon po sezonie
| Sezon   | Poziom | Liga                               | Miejsce | Puchar Króla |
| ------- | ------ | ---------------------------------- | ------- | ------------ |
| 1983/84 | 4      | 3ª                                 | 1.      |              |
| 1984/85 | 4      | 3ª                                 | 1.      | III runda    |
| 1985/86 | 3      | 2ªB                                | 2.      | 1/8 finału   |
| 1986/87 | 3      | 2ªB                                | 4.      | II runda     |
| 1987/88 | 2      | 2ª                                 | 13.     | IV runda     |
| 1988/89 | 2      | 2ª                                 | 14.     | 1/16 finału  |
| 1989/90 | 2      | 2ª                                 | 1.      | I runda      |
| 1990/91 | 1      | 1ª                                 | 11.     | IV runda     |
| 1991/92 | 1      | 1ª                                 | 9.      | 1/8 finału   |
| 1992/93 | 1      | 1ª                                 | 20.     | IV runda     |
| 1993/94 | 2      | 2ª                                 | 19.     | III runda    |
| 1995/96 | 4      | 3ª                                 | 10.     |              |
| 2011/12 | 6      | 1ª División Provincial Aficionados | 8.      |              |
| 2012/13 | 6      | 1ª División Provincial Aficionados | 2.      |              |
| 2013/14 | 5      | 1ª División Regional Aficionados   | 9.      |              |
| 2014/15 | 5      | 1ª División Regional Aficionados   | 11.     |              |